# Jorge Gaday
Jorge Gaday (nascido em 2 de fevereiro de 1968) é um ex-ciclista de pista argentino que competiu no ciclismo nos Jogos Olímpicos de Verão de 1988.